# ATP Challenger Tijuana
Der ATP Challenger Tijuana (offiziell: Tijuana Challenger) war ein Tennisturnier, das 1998 einmal in Tijuana, Mexiko, stattfand. Es gehörte zur ATP Challenger Tour und wurde im Freien auf Hartplatz gespielt.

## Liste der Sieger

### Einzel
| Jahr | Sieger       | Finalgegner         | Ergebnis |
| ---- | ------------ | ------------------- | -------- |
| 1998 | Michael Hill | Alejandro Hernández | 7:5, 6:1 |

### Doppel
| Jahr | Sieger                       | Finalgegner                    | Ergebnis |
| ---- | ---------------------------- | ------------------------------ | -------- |
| 1998 | Michael Hill Scott Humphries | Mitch Sprengelmeyer Eric Taino | 6:3, 6:2 |